# Vanja Furlan
Vanja Furlan, slovenski alpinist, * 15. maj 1966, Novo mesto, † 15. avgust 1996 med tečajem za gorske vodnike pri padcu v Veliki Mojstrovki (Kovinarska smer).
Poleg vzponov v slovenskih gorah je preplezal nove smeri v severni steni Nesthorna in vzhodni sten Monte Rose, Obiskal je Rocky Mountains v Kanadi in Novo Zelandijo, sedemkrat pa se je podal v Himalajo.
Leta 1994 je bil razglašen za najuspešnejšega alpinista v Sloveniji, saj je v eni sezoni preplezal prvenstveno Slovensko smer v južni steni Mount Cooka na Novi Zelandiji, z Urošem Ruparjem severno steno Siniolča in jeseni sezono zaključil s prvenstvenim solo vzponom preko severozahodne stene Langšiša Ri.
Po neuspešno zaključenih odpravah na Anapurno, Ama Dablam in dvakrat na Vzhodno Kumbakarno je svoj najboljši Himalajski vzpon opravil spomladi 1996, ko sta s Tomažem Humarjem v petih dneh preplezala 1650 metrov visoko prvenstveno smer v severo-zahodni steni Ama Dablama, Smer sta posvetila spominu na Staneta Belaka - Šraufa in zanjo prejela priznanje združenja GHM Zlati cepin za najboljši alpinistični dosežek sezone. Vanja Furlan je bil eden vodilnih slovenskih alpinistov mlajše generacije, ki so nakazovali prehod velikih odprav na odprave posameznikov, ki vzpone opravljajo v alpskem stilu in nenazadnje tudi v solo vzponih.